# Fábio Santos
Fábio Santos Romeu (* 16. September 1985 in São Paulo) ist ein brasilianischer ehemaliger Fußballspieler, der zuletzt beim brasilianischen Erstligisten Corinthians São Paulo unter Vertrag stand.

## Karriere

### Verein
Santos begann seine Karriere in seiner Heimatstadt bei der Jugend des FC São Paulo. Dort stieg er 2003 in den Profikader auf und absolvierte erste Spiele. 2006 wurde er an den japanischen Erstligisten Kashima Antlers verliehen, um Spielpraxis zu sammeln. Es folgten in den kommenden Jahren weitere Leihen an den AS Monaco und andere brasilianische Vereine, wo er jedoch kaum zum Zuge kam. 2009 verließ er seinen Stammverein endgültig und schloss sich Grêmio Porto Alegre an. Nach guten Leistungen schloss er sich 2011 Corinthians São Paulo an, mit denen er in seinem ersten Jahr nach 27 eigenen Einsätzen brasilianischer Meister wurde. Zwar gelang die Titelverteidigung nicht; gleichwohl hatte Santos mit Corinthians seine erfolgreichste Zeit. Die Saison 2014 war insgesamt mit 4 Toren in 35 Einsätzen seine erfolgreichste. Zudem gewann Santos mit Corinthians 2012 die Copa Libertadores.
Im Sommer 2015 wechselte er nach Mexiko zu CD Cruz Azul. Nachdem er in der Hinrunde noch alle Spiele absolviert und zwei Tore erzielt hatte, kam er in der Rückrunde nicht mehr regelmäßig zum Einsatz und wechselte nach nur einer Saison zurück nach Brasilien. Dort unterzeichnete er bei Atlético Mineiro einen bis 2018 gültigen Vertrag, den er später verlängerte. 2020 wechselte er zurück zu Corinthians. Dort konnte er sich auf der Position des linken Verteidigers etablieren und absolvierte weitere 99 Ligaspiele. In seinem letzten Spiel, einer 1:2-Heimniederlage im Stadtduell gegen den SC Internacional am 2. Dezember 2023, führte er seine Mannschaft als Kapitän auf den Platz. Mit Abschluss der Saison am Jahresende 2023 beendete Santos seine aktive Laufbahn.

### Nationalmannschaft
Santos spielte für die brasilianische U-20-Nationalmannschaft. Mit dieser trat er unter anderem bei der WM 2005 an, bei der Brasilien im Halbfinale mit 1:2 am späteren Weltmeister Argentinien scheiterte. Im darauffolgenden Spiel um Platz 3, das gegen Marokko mit 2:1 gewonnen werden konnte, erzielte Santos den zwischenzeitlichen 1:1-Ausgleich. Am 20. September 2012 debütierte Santos beim 2:1-Sieg gegen die argentinische Fußballnationalmannschaft für die brasilianische A-Nationalmannschaft. Sein zweites Länderspiel absolvierte er zwei Monate später am 22. November 2012 ebenfalls gegen Argentinien. Beim WM-Qualifikationsspiel gegen Peru am 16. November 2016 stand er nochmals im Kader, kam jedoch zu keinem Einsatz. Im Januar 2017 kam er im Freundschaftsspiel gegen Kolumbien für eine Halbzeit noch ein letztes Mal für die Seleção zum Einsatz und wurde danach nicht mehr berücksichtigt.